# Półwysep Murawiowa-Amurskiego
Półwysep Murawiowa-Amurskiego (ros. Полуостров Муравьёва-Амурского) – półwysep wrzynający się w Zatokę Piotra Wielkiego na Morzu Japońskim, w pobliżu Władywostoku. Rozdziela zatokę na dwie mniejsze, Amurską i Ussuryjską.
Nazwano go na cześć Nikołaja Murawiowa-Amurskiego, który położył wielkie zasługi dla rozbudowy Imperium Rosyjskiego na Pacyfikiem.